# Hiệu ứng Diderot

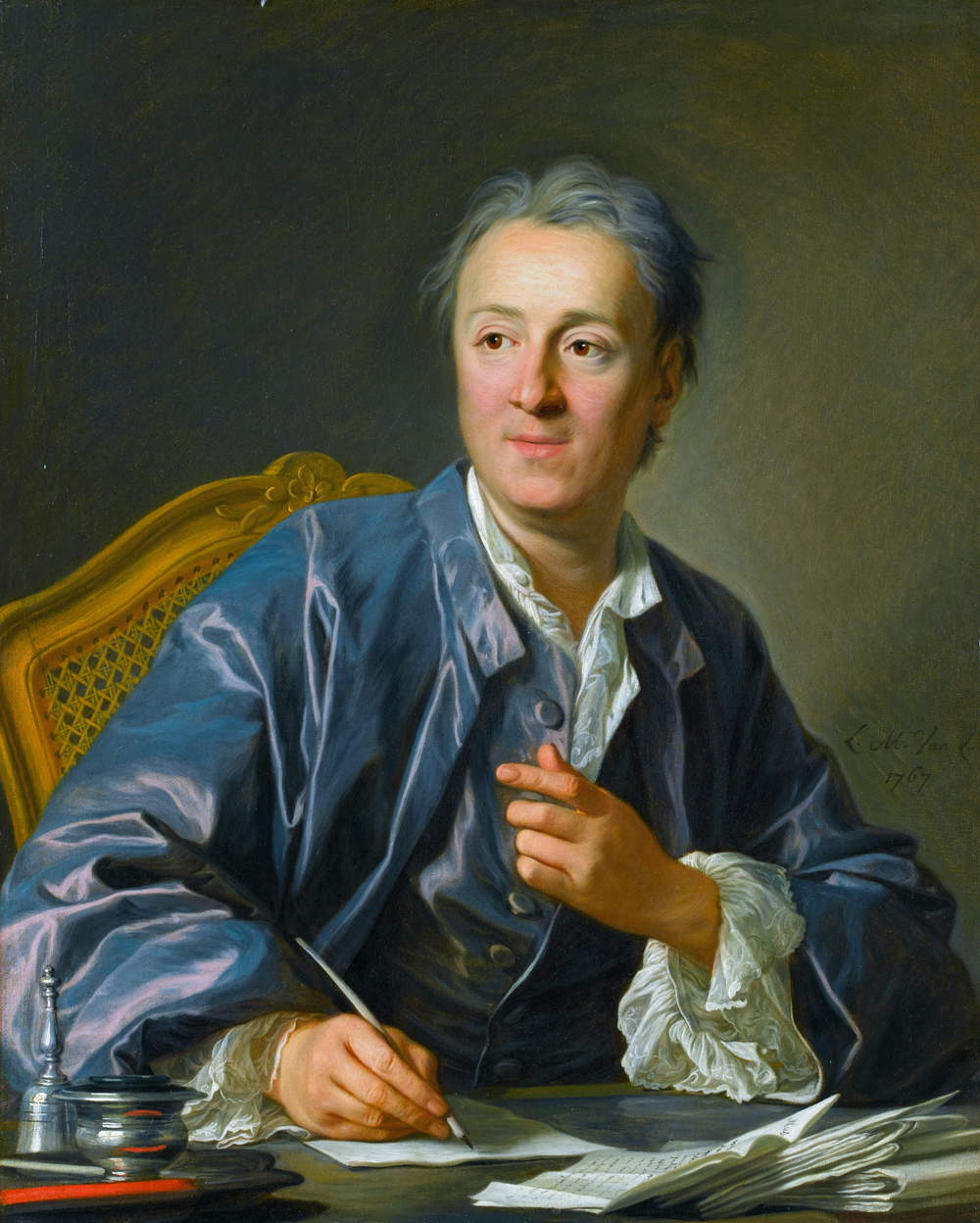
Denis Diderot

Hiệu ứng Diderot là một hiện tượng tâm lý xã hội có liên quan đến hàng dân dụng bao gồm hai ý tưởng. Đầu tiên là hàng hóa được thanh toán bởi người tiêu dùng sẽ gắn kết với cảm giác của họ về bản sắc, và như một kết quả, sẽ bổ sung đến một món đồ khác. Thứ hai là sự ra đời của một vật sở hữu mới là lệch chuẩn từ hàng hóa bổ sung hiện tại của người tiêu dùng có thể dẫn đến một quá trình xoắn ốc tiêu thụ. Tóm lại hiệu ứng này mô tả hiện tượng tâm lý Khi ta muốn và mua thứ không thật sự cần thiết.